# Jurureí
Juruei, maleno, gotovo nestalo pleme američkih Indijanaca nastanjeno na području rezervata Terra Indígena Uru-eu-wau-wau koji se prostire unutar nacionalnog parka Pakaas Novas u brazilskoj državi Rondônia. O plemenu nije poznato gotovo ništa jer žive bez kontakta s vanjskim svijetom. Godine 1986. bio je posljednji kontakt s njima, nakon čega su se povukli dublje u džunglu. Prema dosadašnjim saznanjima, za one koje se zna, preostalo ih je između osam i deset. Mogući su srodnici Tupi-Kawahiba, plemena iz grupe Tupian, jer žive na govornom području kawahibskog plemena Uru-Eu-Wau-Wau. 

## Vanjske poveznice
- Second "uncontacted" tribe in Amazon rain forest threatened by loggers